# Sítio Classificado dos Açudes da Agolada
O Sítio Classificado dos Açudes da Agolada apresenta um coberto arbóreo onde domina essencialmente o montado de sobro (Quercus suber), pinheiro manso (Pinus pinea) e Pinheiro bravo (Pinus pinaster). Em termos de fauna, encontra-se um vasto conjunto de espécies, sendo os mais importantes a carpa e a Cobra-d'água (Natrix natrix).